# Позен (провінція)
Провінція Позен (нім. Provinz Posen, пол. Prowincja Poznańska) — в 1848—1920 роках одна зі східних провінцій Пруссії і як така з 1871 по 1918 рік — частина Німецької імперії.

## Географія
Територія провінції приблизно збігається з регіоном Великопольща (пол. Wielkopolska), площа дорівнює близько 29 000 км².

## Історія
Терени провінції були анексовані та приєднані до Королівства Пруссії в часи першого (1772), другого (1793) та третього (1795) поділів Польщі. Вже за двох перших поділів провінції Великопольща запроваджено прусська державна адміністрація.
Після поразки Пруссії від Франції під час наполеонівських війн територія провінції в 1807 році згідно з Тільзитським миром була приєднана до Варшавського герцогства. У 1815 році, після поразки наполеонівської Франції, згідно з Віденським конгресом, Пруссія отримала західну третину з Варшавського герцогства, яка становила близько половини колишньої Південної Пруссії. Пруссія тоді надала цій провінції напівавтономний статус — Велике Князівство Познанське, яке втратило більшу частину свого виняткового статусу в 1830 році. Хоча місцевий Позенський парламент проголосував 26 голосами проти 17 голосів проти вступу до Німецької конфедерації, 3 квітня 1848 Франкфуртський парламент проігнорував голосування, примусово змінив статус на звичайну прусську провінцію та інтегрував її до німецької конфедерації .
Ця область була заселена польською більшістю і німецькою та єврейською меншинами. Майже всі поляки були римо-католиками, і близько 90% німців були протестантами. Невелика кількість євреїв мешкала великими громадами, займаючись головним чином ремеслами, місцевою і регіональною торгівлею.
27 грудня 1918 року розпочалось Великопольське повстання, успіх якого стало важливим аргументом для польської делегації на Паризькій мирній конференції та закінчилось встановленням демаркаційної лінії при підписанні перемир'я в Трірі 16 лютого 1919 року. 
У 1919 році згідно з Версальським договором, Веймарська Німеччина офіційно поступилася частиною території краю на користь новоствореної Другої Речі Посполитої. Німецький залишок провінції, близько 2200 км², було об'єднано із залишком Західної Пруссії і утворили провінцію Позен-Західна Пруссія. Ця провінція була скасована в 1938 році, коли її територія була розділена між сусідніми німецькими провінціями. У 1939 році територія колишньої провінції Позен була захоплена Нацистською Німеччиною і включена до складу Рейхсгау Данциг-Західна Пруссія і Рейхсгау Вартеланд (спочатку Рейхсгау Позен). Під час Другої світової війни територія була захоплена Червоною Армією, яка передала її до складу Польської Народної Республіки.

Мовна ситуація в провінції за даними прусського перепису 1910 року.